# Ozzy
Ozzy és una pel·lícula d'animació automatitzada del 2016, de gènere comèdia i producció canadenca-espanyola dirigida per Alberto Rodríguez Rodríguez.

## Sinopsi
La família Martin està convidada a Osaka, i els és impossible portar al seu gos beagle Ozzy al Japó. A contracor, el confien en una residència especialitzada, Blue Creek, presentada com un establiment de luxe per a mascotes. En realitat, Ozzy acaba en una presó de gossos de la qual intentarà escapar el més ràpidament possible.

## Producció
La pel·lícula va ser coproduïda per les espanyoles Arcadia Motion Pictures, Capitán Araña, i Pachacama, i la canadenca Tangent Animation. La preproducció es va realitzar a Espanya i l'animació va tenir lloc al Canadà.

## Premis i Nominacions
- Medalla del Cercle d'Escriptors Cinematogràfics a la millor pel·lícula d'animació en la seva 72a edició.[4]
- Va obtenir la nominació en la categoria Millor Pel·lícula d'Animació als Premis Platino 2017.[5]
- Va obtenir el Gaudí a la millor pel·lícula d'animació de 2017.[6]

## Repartiment de veu
- Guillermo Romero com Ozzy.
- Dani Rovira com Fronki.
- José Mota com Vito.
- Carlos Areces com Mr. Robbins
- Michelle Jenner com Paula.
- Fernando Tejero com Radar.
- Juan Fernández com Decker.
- Elsa Pataky com Maddie.
- Pablo Espinosa com Mike.
- Selu Nieto com Dominic.

## Estrena
Metro-Goldwyn-Mayer va estrenar la pel·lícula a Espanya el 14 d'octubre de 2016. La pel·lícula s'estrenaria per Signature a Regne Unit el 21 d'octubre de 2016, i per Entertainment One al Canadà.